# 口吃
口吃（通称结巴，古名㔓）是一种疾病，表现为言语频繁地与正常流利的人在频率和强度上不同、且被非自愿的重复（语音，音节，单词或短语）、停顿、拖长打断。术语“口吃”通常是与非本意的语音重复相联系的，可以涵盖从最轻微而难以察觉的障碍程度一直到最严重、足以阻碍大多数语言交流的障碍程度。不過它也包括言语前的反常犹豫或停顿（被口吃者称为“语塞”）和某些语音的拖长（通常为元音）。口吃的许多表现不能被他人观察到；这包括对特定音素（通常为辅音）、字和词的恐惧，对特定情景的恐惧，還會出現焦虑、紧张、害羞和言语中“失控”的感觉。
口吃通常由專門的語言治療師診斷與治療，屬於語言流暢性的問題，口吃与发音障碍不同，口吃患者通常在发出语声方面没有障碍。且与失语症（Aphasia）等其它一些言语障碍不同，口吃者通常能够正常地组织词序、语法和语句。与人们通常想象地不同，口吃这一疾病和智力高低没有直接关系。大多数口吃患者除了言语有障碍，身心其他各方面都可以相当健康。而且，焦虑、自信缺乏以及紧张等心理因素通常不是口吃这一疾病的导致因素，而更大程度上是这一疾病的结果。这些心理因素使得口吃在一些情况下屬於严重残疾。口吃者对自身口吃反应出的情绪状态也是最难校正的方面。
口吃患者的言语流利程度可能随情境而变化。这和情境所造成的焦虑程度有关。比如在打电话时，一些口吃患者的病状可能会加重。在一些特定的活动，例如唱歌、自言自语或朗读时，一些口吃患者的病状会显著减轻。（有学者认为在这些特定活动中，言语发生的神经机制和其它情境中的不同。）
对于许多中度或重度口吃患者来说，该疾病是生活和事业上的一个巨大障碍。
口吃这一疾病的病理机制尚未完全探明，目前认为和遗传、神经生理、家庭和社会多方面都有关系。
虽然现在有许多针对口吃的治疗和校正方法（参见言语治疗），但是尚未找到治愈口吃的有效手段。

## 发育性口吃与其它言语障碍
本条目主要是关于发育性口吃（Developmental stuttering）的。发育性口吃是指开始于儿童期，并且在成长过程中逐步发展而成的口吃。其它一些相关或相似的言语障碍包括
- 言语急促（Cluttering）
- 帕金森氏病的言语障碍
- 原发性震颤的言语障碍
- 痉挛性失声症（Spasmodic dysphonia）
- 社交恐惧症

头部外伤或者中风也可导致言语流中的重复、停顿或拖长。一些特定类型药物（例如抗抑郁药物、抗组胺药物和镇静剂）造成口吃的报告也存在，但是比较罕见。但是这些因外源获得的口吃（称为“神经源性口吃”（Neurogenic stuttering））和发育性口吃有根本性区别，主要在于患者没有发育性口吃患者所具有的焦虑和恐惧。发育性口吃患者可以流利地说出一些事先记忆好的语句或在一些特定情景下流利地说话，而神经源性口吃患者基本上说什么都口吃、在任何情境下都口吃。
所谓“心源性口吃”（Psychogenic stuttering）是指一种在第一个语声快速重复，没有挣扎症状的口吃。

## 流行病学统计
口吃的发病率因年龄组、语言以及地域而不同。在美国和欧洲，学龄前儿童中的发病率大约为2.5%。大约5%的人口在儿童期的某一阶段患有口吃。3
在同一地区，口吃在成年人的发病率约为1%。口吃患者80%为男性，20%为女性。4
过去曾有学者认为存在一些没有口吃者或口吃发病率很低的文化或地区，但是现在这种观点基本已经被忽略。不过确实有可能在言语治疗欠发达、欠普及的地区，口吃发病率比较高。

## 口吃的病因和病理机制
尚未找到造成口吃的单一因素。目前一般认为口吃的形成和遗传、神经生理等诸多因素有关。

### 口吃的遗传因素
已有学者提出某些基因和口吃有关5。但是基因导致口吃这一假说仍有待进一步验证。口吃是一些家族的家族病，但是目前还没有探明这类家族发病到底是源自遗传因素还是源自社会因素。不過可以好肯定一件事，或許遺傳本身是不存在，只是上一代有這種口吃的習慣，與下一代長年累月的相處而有所影響的，這也是無法避免的。

### 与口吃相关的神经生理异常
通过脑功能成像等现代技术手段，学者已经发现了以下这些和成年人口吃相关的神经生理异常。这些发现大多数是近20年内做出的。虽然其中绝大部分都还是“唯像”的比对，但却是走向认识口吃的神经病源的开始。
- 大脑皮层的语言侧化异常。绝大多数正常成年人在说话时，大脑左半球是最活跃的半球，这是因为（大多数人的）左半球主司语言功能。而一些成年口吃者在说话时，右半球较左半球更为活跃。不过这方面的研究目前仅停留在表象，学者不清楚这种异常的语言侧化是否由于左半球语言区域（例如Wernicke和Broca区）的异常导致，也不清楚这是否和成年口吃者的焦虑、恐惧等情感问题有关（已知正常人的右半球主司情感）。9,10,11更加有趣的是，当口吃者在服用氟哌啶醇后而变得流利时，左半球的活跃程度高于右半球。8
- 前扣带回活动异常。有学者发现，口吃的严重程度和前扣带回的（Anterior cingulate gyri）的活跃程度正相关。9
- 前岛叶活动异常。在中风导致口吃的病人中，前岛叶（Insula）都存在损伤。12[[[Wikipedia:格式手册/链接#章節|錨點失效]]]同时又有学者发现，成年口吃者在发生口吃或者想象口吃发生时，双侧岛页都存在异常活动，且激活范围与中风口吃者受损的范围相吻合。13[錨點失效]
- 中枢高级听觉区的异常。一些成年口吃者在说话时，听觉皮层的一些区域欠活跃。有学者提出，这可能阻碍了听觉和体感信息的整合，进而导致了口吃。当然这也只是一个有待验证的假说。6
- 颞平面（Planum temporale）异常。通过解剖学方法，有学者发现口吃成人的右侧颞平面面积比左侧的大。而正常成人左侧颞平面的面积比右侧大。7（参见颞叶）
- 基底核活动异常。有学者发现成年口吃者在口吃时，左侧尾状核的活动比正常成年人正常说话时高。这一发现似乎和口吃的过度紧张特征（呼吸道、声门、舌和颚等）一致。
- 小脑活动异常。有学者发现，成年口吃者在发生口吃或想象口吃发生时，小脑都存在高于对照组两倍以上的异常活动。14[錨點失效]
- 边缘系统活动异常。有学者发现，口吃者的边缘系统的一些特定部分在口吃者试图流利说话时发生过度激活，但在口吃发生时却没有。15[錨點失效]这可能与口吃者的焦虑只在口吃发生前存在，一旦发生则退去的特征有关。

## 发育性口吃的发生与发展
顾名思义，发育性口吃是一种发育性的疾病。婴儿和儿童的发育遵循一定的规律。导致语龄儿童产生最初口吃的原因尚不清楚。这种最初的口吃在一部分儿童当中保持下来，并且通过青春期，逐步发展成为成年阶段的口吃。儿童发生最初口吃的平均年龄是30个月，儿童口吃一般都在六岁之前产生。16 65%的口吃儿童在口吃产生后的一到两年内自动康复。17但是，口吃如果是在5岁以后初始的话，就只有18%的几率能够自动康复。18康复的平均年龄是3.5岁。六岁以后，儿童口吃一般必须接受言语治疗才可能康复。
在学龄前儿童当中，男童口吃的比例是女童的2倍。19且女童口吃康复的比例高于男童。20在五年级（大约11-12周岁）以后，男女口吃比例增大到4:1。21
家长在发现儿童有口吃症状后，应当立即带孩子找言语治疗医师就诊，不应拖延，更不应坐视不管、祈望口吃自动康复。
所有儿童在学讲话时都会有一些不流利的表现。至于发育性口吃是源于这种自然的言语不流利，还是源于另一种截然不同的非自然言语不流利，是一个有争议的问题。家长为区分正常的言语不流利和初始的发育性口吃，应当咨询专业儿童言语治疗医师。
在儿童期，口吃儿童对自身的口吃并没有意识，也没有焦虑、紧张或恐惧之类的心理表现。儿童口吃经常表现为阵发性，就是说有时说话特别不流利，而有时说话相对流利一些。这种阵发性是发育性口吃的所有阶段都具有的特性。但是在口吃者长大成人以后，口吃中的重复和拖长逐渐增加，并且有时会一起发生，例如“吾。。。我们走走走走吧”。
16岁以后，口吃者开始对自己的口吃问题产生意识，同时病状会在激动、慌张或者有心理压力时加重。从这时开始，口吃者的言语包含阻塞、拖长和重复。而且口吃不流利阶段的时程开始加长。附属的运动症状，例如不自然的眨眼、嘴唇和面部肌肉颤动等，会在言语挣扎或者沮丧时出现。另外，恐惧心理、故意躲避一些语音、字词或者说话场合的行为也在这个年龄段产生，随之而来的是窘迫、羞愧的心理感受。14岁以后，口吃通常被归类为“成型口吃”（Advanced stutter），表现为频繁的、明显的言语异常，说话时不愿与对方发生目光接触，以及使用一些“技巧”来掩饰自己的口吃（比如字词替换、手掩口部等）。成年口吃者的特点是对说话的恐惧心理和频繁地逃避不喜爱的说话场合。在这个阶段，口吃者对自己的病状有充分的意识，并且开始在心理上承认自己是“口吃者”，并且可能产生更加深层次的沮丧、窘迫和羞愧等心理问题。
重要的是，口吃这种疾病并不直接影响智力。但是，口吃者的语言能力确实会受到口吃的负面影响。

## 口吃的症状和表现

### 口吃的核心行为、附加行为和口吃心理
口吃，不光是指患者说话时结巴的这种现象。事实上，它包含了三大紧密相联的层面：
1. 口吃核心行为（Core Behaviors）：也叫做口吃的核心症状（Core Features）。指的就是患者这种结巴的、不正常的语言表达方式。也就是患者原本应当是流畅的，富有节奏的语言表达过程，被过多的、无法自控的语音重复、拖长和卡壳所中断的这种现象。
2. 口吃附加行为（Accessory Behaviors）：也叫口吃的第二行为（Secondary Behaviors），或口吃的第二症状（Secondary Symptoms）。它指的是患者为了逃避和摆脱口吃的核心行为，所表现出的各种不正常动作和行为。像是眨眼、跺脚，清喉咙、面部和脑袋抽搐，咬手指以及说话故意停顿，或逃避某些容易使自己感到压力、说话结巴的场合等等。
3. 口吃心理（Affective Reactions）：口吃最为神秘而巨大的部分，包含了情感和认知两个方面。它既包括了口吃给患者所带来的恐惧、焦虑、压力、羞耻、内疚、挫折等负面感觉和情绪，也包括了由此导致的患者对口吃、对自己、对整个人生和世界的看法和认知。

这三大层面的关系如下：
1. 口吃不是单纯的语言问题，也不是单纯的心理问题，它是一个复杂的多面体。它是由口吃核心行为、口吃附加行为和口吃心理这三大层面所构成的、非常复杂的语言失调症。这三大层面紧紧纠缠，成为了一个整体，不可分割。
2. 口吃语言行为，是口吃的核心，是一切的基础。口吃的核心行为，即口吃语言行为，是一切痛苦的根源。口吃的附加行为和口吃心理，都是围绕着它而产生的。
3. 口吃，不是静态的，是一个动态的恶性循环。口吃的核心行为、口吃的附加行为和口吃心理，这三者构成了动态的恶性循环：
  1. 口吃语言行为，导致了口吃心理的产生；
  2. 口吃心理，其所带来的焦虑、紧张和压力，不但会让患者结巴得更厉害；还会导致附加行为的产生；
  3. 口吃的附加行为，原本是口吃者因恐惧和羞耻，为逃避和摆脱口吃而发生的行为。但它却让口吃者的语言行为更加“偏离常态”，最终成为了这种“不正常语言行为”的一部分，并与口吃核心行为一起，反过来进一步加重口吃心理的恶化。

### 流利程度
言语的流利包含三个要素：连贯性、语速和言语的轻松程度。所谓连贯性，是指话语没有中断或犹豫。语速是指单位时间内讲出的字词的个数。对于中文普通话来说，正常的语速在每分钟240个字左右。在英文中，平均正常语速是每分钟170个词，这比口吃者的平均语速每分钟120个词显著要高。所谓讲话的轻松程度，是指讲话投入的力气的多少。正常人在讲话时通常只用较少的肌肉力量，但是口吃者说话时耗费相对较多的肌肉力量。除了身体轻松程度，口吃者的心理轻松程度比正常人要低很多。
言语的不流利，对于所有人来说都有。但是口吃患者这种不流利的发生频率和严重程度很高。正常人与口吃者的言语不流利的性质也有不同，正常人言语不流利时，通常重复整个词语，或者插入“嗯”、“呃”之类的语音；而口吃者的不流利通常是音节的重复，话语的阻塞。口吃当中造成言语流打断的因素有三：
- 重复。重复可以发生在一个音素、一个字（音节）、一个词或一个短语。（比如字的重复“现现现现在几点了？”，或者音素的重复，比如“吾吾吾吾我要出去一下”）。虽然正常人和口吃者说话时都会发生重复，但是正常人不太可能重复一个音素，通常只重复字、词或短语，而且正常人一般只重复1到2次，而口吃者经常会重复6次以上。

- 拖长。拖长的现象在口吃当中也很常见。摩擦音类型的辅音是比较容易产生拖长的音素，例如“丝”当中的/s/，“书”当中的/sh/，“风”当中的/f/等。
- 停顿。口吃中的停顿分为非填充停顿和填充停顿两类。
  - 非填充停顿是话语当中长得异常的静默。这种停顿与正常话语当中的停顿的不同在于时间长、发生在通常不应停顿的地方（例如一个词的两个字之间）。这些停顿可以发生在辅音，也可以发生在元音。在停顿发生时，口吃者的声门时常会关闭，造成声带无法发生振动。
  - 填充停顿是利用一些“插入语”（比如“嗯”、“呃”等）来替代本应该发出的语音。正常人的话语也会有这类插入语。口吃者在不流利时经常使用这些填充来缓解压力或掩饰症状。

## 成人口吃的治疗
目前有相当多的口吃疗法。但没有任何一种疗法对所有类型的口吃有效。这一事实表明口吃的病源并不单一，而是许多相互作用的因素的结果。如果是这样的话，组合多种疗法可能可以取得更好的疗效。所以许多语言治疗师倾向于使用“组合式”疗法，并且依据不同病人的特点来选择不同的组合。

### 流利塑造疗法
流利塑造疗法（Fluency shaping therapy）试图通过让口吃者的呼吸道、声带和发音器官（唇，舌，颚）等放松，来实现流利的话语。
在这种疗法中，医师要教会病人用横膈膜呼吸（腹式呼吸）、在开始话语之间轻微地增加声带的紧张度、通过拖长元音来降低语速、降低发音时的压力等。这一般可以实现语速较低，感觉单调，但却是流利的语言。这种非正常的说话方式只在诊所中使用，口吃病人不必在诊所外的日常生活中保持这种说话方式。当口吃者充分掌握了这种非正常说话方式后，可以逐渐提高语速，并且加上抑扬顿挫，使得话语听上去渐渐变得正常。最后病人可以在日常生活中使用这种正常化了的说话方式。
Boberg和同事进行的一项研究中，有42名口吃者接受了这种流利塑造疗法的治疗。对这些病人同时还使用了降低恐惧和逃避行为的心理疗法、关于口吃的公开谈话、以及改变生活方式来增加说话机会等行为疗法。该研究发现，总体口吃音节数从治疗前的15%-20%降低到1%-2%。接受治疗12到24月后，70%的病人获得了满意的疗效。其余5%疗效中等，另外25%疗效不佳。22

### 口吃改变疗法
口吃改变疗法（Stuttering modification therapy）的目标不是消除口吃，而是通过对口吃发生时心理和行为的改变，使得口吃变得较为温和，缓解对口吃的恐惧感，以及消除与这种恐惧相关的逃避行为。口吃改变疗法与上述流利塑造疗法不同，它的基本假设是成年口吃患者无法最终流利得说话，所以就以带有口吃、但是却不影响正常交流的话语为目标。
口吃改变改变有以下四个阶段：
- 第一阶段为检查阶段。医师对口吃者进行检查，确定其所具有的口吃核心行为和附属行为，以及口吃造成的心理感受和态度
- 第二阶段为脱敏阶段。在这个阶段中，口吃者告诉别人他/她有口吃，并且自主地口吃（“自愿口吃”）
- 第三阶段为改变阶段。通过“抵消”（cancellation）、“逃脱”（pull-outs）、“准备”（preparatory sets）等方法，口吃者可学会如何“轻松地口吃”。所谓“抵消”方法，就是在发生口吃时停顿一会，再重新说出想说的字词；所谓“逃脱”方法，就是逃出口吃的状态，进入流利的话语；“准备”方法是指预先想好可能发生口吃的字词，并将“轻松口吃”方法用于这些字词。
- 第四阶段为巩固阶段。口吃者在这个阶段中学会自动地“逃脱”、完成“准备”、完成一些练习。最终，口吃者将对自身的认识由一位口吃者变为一位大多数说话流利只是偶尔口吃的人。

至今已知只有一项经同行评审的对口吃改变疗法的研究项目。该研究的结论是：“看似无法使得口吃者的症狀持久改善”。23

### 抗口吃药物
- 更详细的信息请参见抗口吃药物条目。

目前有一些抗多巴胺类药物（多巴胺拮抗剂）能够抑制口吃，包括氟哌啶醇（Haloperidol,Haldol）、利培酮（Risperidone, Risperdal）和奥氮平（Olanzapine,Zyprexa）。这些药物减轻口吃的疗效已经通过双盲、安慰剂效应受控的临床研究的检验24, 25。这些药物一般可以减少口吃程度33-55%。不过氟哌啶醇由于有很强的副作用，很少用于口吃患者。利培酮和奥氮平的副作用相对较小。不过目前美国食品药品监督局尚未批准这三种药物的任何一种用于口吃治疗。目前一些临床试验正在进行中，如果结果顺利的话，不久FDA可能会批准第一种用于口吃的药物。另一种对减轻口吃有效的药物帕戈隆（Pagoclone）是一种特异性氨基丁酸γ-氨基丁酸（GABA）受体调节药物。
其它一些药物能够加重口吃，甚至引起不口吃的人口吃。这些药物包括一些多巴胺激动剂，例如利他能（Ritalin）；以及一些特异性抗血清素重吸收类药物（SSRI），例如氟西汀（Prozac）和复苏乐（Zoloft）。

### 辅助仪器矫正
目前，用来矫正口吃的辅助电子仪器有：畅博士口吃矫正器（changespeech）、易比畅口吃矫正器（easytalk）、思比易口吃矫正器（speecheasy）、卡萨富利口吃矫正器（Casafuturatech）等，都是延迟听觉反馈原理（DAF）治疗仪，对口吃患者口吃程度有较大的缓解作用。

### 自我治療
雖然口吃到現時為止未能根治，不過很多時都可以靠後天補救，自我訓練去改善，例如閱讀書籍或報紙、對著鏡子自我練習、積極參與社交活動、甚至乎學琴藝或投身演藝事業培養自信，都可以在語言障礙上大為改善。

## 文化
中國成語「期期艾艾」是指口吃的意思，期期是指西漢時周昌說話不流利，艾艾是曹魏將領鄧艾，說話結舌的樣子。